# Успенська сільська рада (Онуфріївський район)
| Успенська сільська рада —колишній орган місцевого самоврядування у Онуфріївському районі Кіровоградської області з адміністративним центром у с. Успенка. Сільській раді підпорядковані населені пункти: - с. Успенка - с. Дача |

## Склад ради
Рада складається з 18 депутатів та голови.

### Керівний склад ради
| ПІБ                          | Основні відомості                                                                  | Дата обрання | Дата звільнення |
| ---------------------------- | ---------------------------------------------------------------------------------- | ------------ | --------------- |
| Матяшин Олександр Васильович | Сільський голова, 1952 року народження, освіта, член Соціалістичної партії України | 26.03.2006   | 31.10.2010      |
| Сіра Наталія Яківна          | Сільський голова, 1961 року народження, освіта вища, член народної партії          | 31.10.2010   | 25.10.2020      |

Примітка: таблиця складена за даними джерела

## Населення
Згідно з переписом УРСР 1989 року чисельність наявного населення сільської ради становила 1435 осіб, з яких 593 чоловіки та 842 жінки.
За переписом населення України 2001 року в сільській раді мешкало 1350 осіб.

### Мова
Розподіл населення за рідною мовою за даними перепису 2001 року:
| Мова       | Відсоток |
| ---------- | -------- |
| українська | 94,05 %  |
| російська  | 4,76 %   |
| вірменська | 0,97 %   |
| молдовська | 0,22 %   |